# Chris Duarte
Chris Duarte (San Antonio, Texas, 16 de febrero de 1963) es un guitarrista, cantante y compositor estadounidense de blues, jazz y rock. En sus propias palabras, su estilo musical es una mezcla de "blues rock" y "punk blues". Actualmente tiene un contrato discográfico con Shrapnel Records.

## Discografía

### Álbumes
- 1987: Chris Duarte & The Bad Boys (SRS)
- 1994: Texas Sugar/Strat Magik (Silvertone)
- 1997: Tailspin Headwhack (Silvertone)
- 2000: Love Is Greater Than Me (Zoë/Rounder)
- 2003: Romp (Zoë/Rounder)
- 2007: Blue Velocity (Blues Bureau International)
- 2008: Vantage Point (Blues Bureau International)
- 2009: Chris Duarte & Bluestone Co. (Blues Bureau International)
- 2009: Something Old, Something New, Something Borrowed, All Things Blue (Blues Bureau International)
- 2010: Infinite Energy (Janblues)
- 2011: Blues In The Afterburner (Shrapnel)
- 2013: My Soul Alone (Shrapnel)
- 2013: Live (Blues Bureau International)
- 2014: Lucky 13 (Shrapnel)
- 2016: The Fan Club (World Domination)

### DVD
- 1995: The Total Guitar CD Volume 6 - Total Guitar
- 2006: Axplorations - Hal Leonard Corporation